# Espaço Cultural da Marinha
O Espaço Cultural da Marinha é um centro cultural situado no bairro do Centro, na Zona Central da cidade do Rio de Janeiro. Com uma área expositiva de cerca de 1,1 mil m², localiza-se na Orla Conde, entre o Largo da Candelária e a Praça XV, subordinado à Diretoria do Patrimônio Histórico e Documentação da Marinha.
Instalado nas antigas docas da Alfândega, sobre uma área aterrada na segunda metade do século XIX, o espaço foi inaugurado em 20 de janeiro de 1996. O local abriga parte importante do acervo da Marinha do Brasil. Do museu, saem diariamente embarcações para a Ilha Fiscal, local onde ocorreu o Baile da Ilha Fiscal, e para a entrada da Baía de Guanabara, onde os passageiros podem conhecer diversos pontos turísticos e históricos do redor.
No dia 6 de abril de 2017, foi apresentado o projeto conceitual do Museu Marítimo (MuMa), que deverá ser construído no local onde hoje funciona o Espaço Cultural da Marinha. Atualmente, a Marinha do Brasil busca parcerias privadas para a execução do projeto.

## Atrações
Entre as principais atrações do espaço, destacam-se:
- a Galeota D. João VI, construída em 1808 em Salvador e usada pela Família Real para passeios na Baía de Guanabara;
- o Submarino Riachuelo, construído em 1973, navegou mais 181 mil milhas náuticas antes de dar baixa do serviço ativo;
- o CTE Bauru (D-18), um ex-contratorpedeiro de escolta da Classe Bertioga;
- a Nau dos Descobrimentos, réplica de uma nau portuguesa da época do descobrimento do Brasil, construída por ocasião da comemoração dos 500 anos do evento;
- o Laurindo Pitta, rebocador construído em 1910, fez parte da esquadra naval DNOG durante a Primeira Guerra Mundial, participando da Batalha das Toninhas, em 1918.
- um helicóptero da Aviação Naval.